# Димитрий (Елисеев)
Митрополит Димитрий (в миру Виталий Викторович Елисеев; род. 1 ноября 1961, Сольнок) — епископ Русской православной церкви, митрополит Читинский и Петровск-Забайкальский (с 2016).

## Биография
Родился 1 ноября 1961 года в городе Солнок (Венгрия), в семье военнослужащего.
В 1983 году окончил Киевское высшее танковое инженерное училище.
С 1983 по 1997 годы проходил службу на различных должностях в Забайкальском военном округе, последняя должность — офицер штаба Забайкальского ВО, имеет воинское звание майора.
С 15 декабря 1997 года начал трудиться на должности личного секретаря управляющего Читинской и Забайкальской епархией Иннокентия (Васильева)
8 марта 1998 года рукоположен в сан диакона, а 10 мая 1998 года — в сан священника. 11 мая назначен настоятелем Спасо-Преображенского храма города Читы.
В 1998 году окончил Пастырские курсы при Читинском епархиальном управлении.
13 сентября 1999 года назначен благочинным Читинского городского округа.
6 ноября 1999 года назначен и. о. секретаря Читинской епархии.
С 2000 года является войсковым священником Забайкальского войскового казачьего общества (ЗВКО) и ответственным за работу епархии с Вооружёнными силами. Все годы священнического служения осуществлял взаимодействие с силовыми структурами, являясь участником всех официальных и праздничных мероприятий, проводит духовно-просветительскую работу среди воинов и казаков.
6 декабря 2001 года в Преображенском храме Читы епископом Читинским и Забайкальским Евстафием (Евдокимовым) пострижен в мантию с именем Димитрий в честь святителя Димитрия, митрополита Ростовского.
12 июля 2002 года назначен духовником священнослужителей и монашествующих Читинской епархии.
22 мая 2003 года назначен войсковым священником Забайкальского казачьего войска.
6 апреля 2004 года епископом Читинским и Забайкальским Евстафием возведен в сан игумена.
В январе 2009 года был участником Поместного Собора Русской православной церкви.
4 мая 2009 года назначен настоятелем Никольского храма посёлка Агинское, Димитриевского храма посёлка Ясногорск, Михаило-Архангельского храма посёлка Новоорловск, Князе-Владимирского храма посёлка Могойтуй, Никольского храма посёлка Оловянная, Иоанно-Предтеченского храма села Нижний Цасучей с окормлением всех приходов Агинского, Могойтуйского, Оловяннинского и Ононского районов.
С 23 октября 2009 года — член Епархиального совета Читинской епархии.
24 августа 2010 года назначен благочинным Читинского округа Читинской и Краснокаменской епархии, наместником Успенского мужского монастыря, настоятелем прихода храма Преображения Господня города Читы.
1 сентября 2010 года назначен войсковым священником Забайкальского войскового казачьего общества, включен в состав коллегии войсковых священников при Синодальном комитете по взаимодействию с казачеством.
С 2010 года — член Общественного совета при УМВД России по Забайкальскому краю, член Общественного совета при Управлении внутренних дел на транспорте по Забайкальскому краю.
В 2011 году окончил заочный сектор Московской Духовной семинарии.
С 2013 года по ходатайству губернатора Забайкальского края К. К. Ильковского включён в состав Общественной палаты Забайкальского края в качестве члена комиссии по вопросам культуры, нравственности, межэтнических отношений и межконфессиональному диалогу.
14 марта 2014 года назначен настоятелем прихода храма святителя Иннокентия, митрополита Московского.
16 мая того же года назначен благочинным Читинского округа.
16 июня того же года назначен председателем епархиальной комиссии по разбору проблем на приходах и в монастырях.
5 октября назначен благочинным 2-го Читинского городского округа, заместителем председателя аттестационной комиссии по рассмотрению кандидатов для рукоположения в священный сан и руководителем информационно-издательского отдела Читинской и Краснокаменской епархии.
Членом комиссии по вопросам социальной защиты и демографии Общественной палаты Забайкальского края, войсковым священником ЗВКО, членом Общественного совета при УМВД города Читы, членом Общественного совета при Управлении внутренних дел по Забайкальскому краю на транспорте.

### Архиерейство
25 декабря 2014 года решением Священного Синода РПЦ избран епископом новообразованной Нерчинской епархии.
4 января 2015 года за Божественной литургией в Казанском кафедральном соборе города Читы игумен Димитрий был возведён в сан архимандрита главой Забайкальской митрополии, епископом Читинским и Петровск-Забайкальским Владимиром (Самохиным).
18 января 2015 года в крестовом храме в честь Владимирской иконы Божией Матери Патриаршей резиденции в Чистом переулке города Москвы состоялось наречение архимандрита Димитрия во епископа Нерчинского и Краснокаменского.
22 февраля 2015 года, в храме Христа Спасителя Москвы, хиротонисан во епископа Нерчинского и Краснокаменского. Хиротонию совершали: патриарх Великой Антиохии и всего Востока Иоанн X, патриарх Московский и всея Руси Кирилл, митрополит Крутицкий и Коломенский Ювеналий (Поярков), митрополит Волоколамский Иларион (Алфеев), митрополит Филиппопольский Нифон (Сайкали), митрополит Истринский Арсений (Епифанов), митрополит Ставропольский и Невинномысский Кирилл (Покровский), митрополит Читинский и Петровск-Забайкальский Владимир (Самохин), епископ Солнечногорский Сергий (Чашин), епископ Подольский Тихон (Зайцев), епископ Ниневийский Афанасий (Фахд).
3 июня 2016 года решением Священного Синода назначен временно управляющим Читинской епархией.
27 декабря 2016 года назначен епископом Читинским и Петровск-Забайкальским и управляющим Забайкальской митрополией с поручением временно управлять Нерчинской епархией.
3 января 2017 года в Успенском соборе Московского Кремля Патриархом Кириллом возведён в сан митрополита.